# Flacourtia latifolia
Flacourtia latifolia är en videväxtart som först beskrevs av Joseph Dalton Hooker och Amp;thomson, och fick sitt nu gällande namn av Mordecai Cubitt Cooke. Flacourtia latifolia ingår i släktet Flacourtia och familjen videväxter. Inga underarter finns listade i Catalogue of Life.